# Horemheb
Horemheb (Eracleopoli, ... – 1292 a.C.) è stato un faraone egizio della XVIII dinastia egizia.
Prima di divenire faraone, Horemheb fu comandante in capo dell'esercito durante i regni di Tutankhamon (1333 a.C. - 1323 a.C.) e Ay (1323 a.C. - 1319 a.C.). Dopo la sua ascesa al trono attuò una profonda riforma dell'Egitto: fu durante il suo regno che si procedette con la damnatio memoriae di Akhenaton (1351 a.C. - 1334 a.C.) e dei suoi immediati successori. Grazie a queste misure, Horemheb fu considerato come colui che riportò la stabilità nel Paese dopo il caotico e controverso "periodo amarniano". Demolì i monumenti di Akhenaton e Nefertiti, riciclandone i resti nei propri progetti edilizi, inoltre usurpò varie opere commissionate da Tutankhamon e Ay, sostituendo il loro nome con il proprio. Probabilmente morì senza figli, motivo per cui designò il vecchio generale Paramesse, futuro Ramesse I (1292 a.C. - 1290 a.C.) quale suo successore.

## Origini
Originario probabilmente di Eracleopoli, sulla riva occidentale del Nilo, Horemheb fu l'ultimo sovrano della XVIII dinastia, anche se alcuni storici vorrebbero porlo al di fuori di essa: non proveniva, così come il suo predecessore Ay, dalla famiglia reale, la cui linea di discendenza maschile si spense con Tutankhamon, ma si ritiene fosse figlio di uno sconosciuto funzionario di provincia.

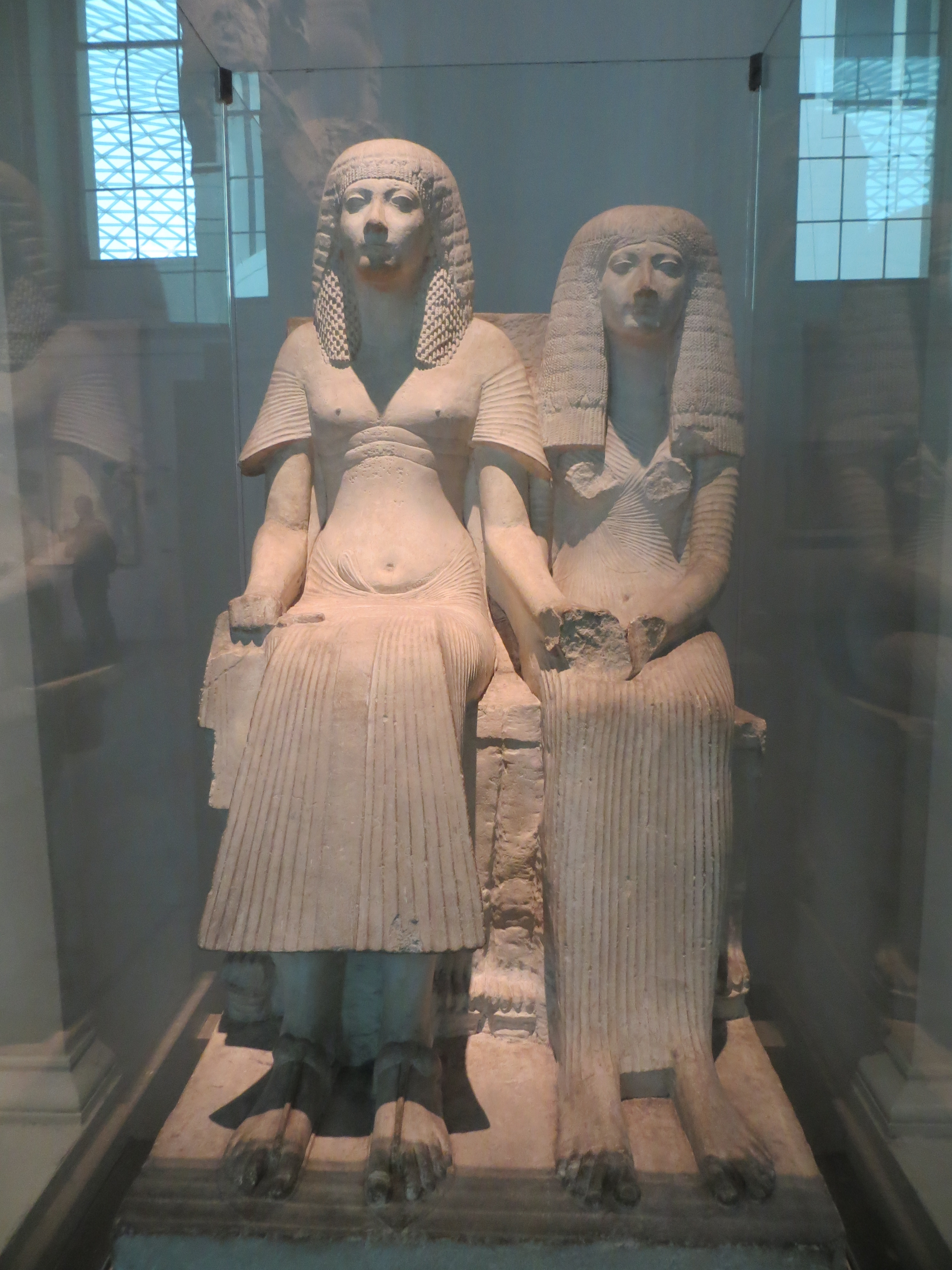
Statua di Horemheb, quand'era ancora un alto funzionario, con la prima moglie Amenia. Londra, British Museum.

L'egittologo francese Nicolas Grimal esclude che un certo generale Paatonenhab (il cui nome significa Festosa presenza di Aton), che era comandante in capo dell'esercito sotto Akhenaton e la cui tomba è stata rinvenuta nella necropoli dei nobili ad Akhetaton (l'attuale Tell el-Amarna) possa essere identificato con Horemheb. Tale identificazione non è supportata da prove oggettive, mentre sembra evidente che la carriera di Horemheb sia cominciata solo sotto Tutankhamon. Comunque sia, è nota l'attività di Horemheb, in qualità di scriba delle reclute (scriba reale e comandante di soldati), nell'area siro-palestinese.

## Regno
Horemheb fu membro del consiglio di reggenza durante il decennale regno di Tutankhamon, sotto il quale ricoprì altissimi incarichi militari. Quando Tutankhamon morì, non ancora ventenne, Horemheb era già stato designato come Iry-pat (principe ereditario) e Idnw (rappresentante del re per l'intero Paese) da parte dell'adolescente faraone; tali titoli compaiono sulle pareti della prima di tomba di Horemheb a Saqqara. L'ascendente che Horemheb dovette esercitare su Tutankhamon è documentato da un'iscrizione sul pilastro posteriore di una sua statua in veste di faraone, conservata al Museo egizio di Torino, dove ricorda come spettasse a lui calmare il faraone quando andava in collera:
Giunse al potere dopo il breve regno del vecchio Ay, probabilmente grazie all'appoggio del clero tebano di Amon e al matrimonio con Mutnodjmet, sorella della regina Nefertiti e forse figlia di Ay (Ay stesso avrebbe in precedenza intrapreso questa via per legittimarsi al trono sposando, forse, Ankhesenamon, la vedova di Tutankhamon e terzogenita di Akhenaton). Mutnodjmet, grande sposa reale di Horemheb, ne fu tuttavia la seconda moglie: infatti in precedenza si era giù unito alla nobildonna Amenia, morta sotto Ay o Tutankhamon senza divenire regina; della coppia è conservata una magnifica statua doppia (EA36) al British Museum.

### Dibattito sulla durata del regno

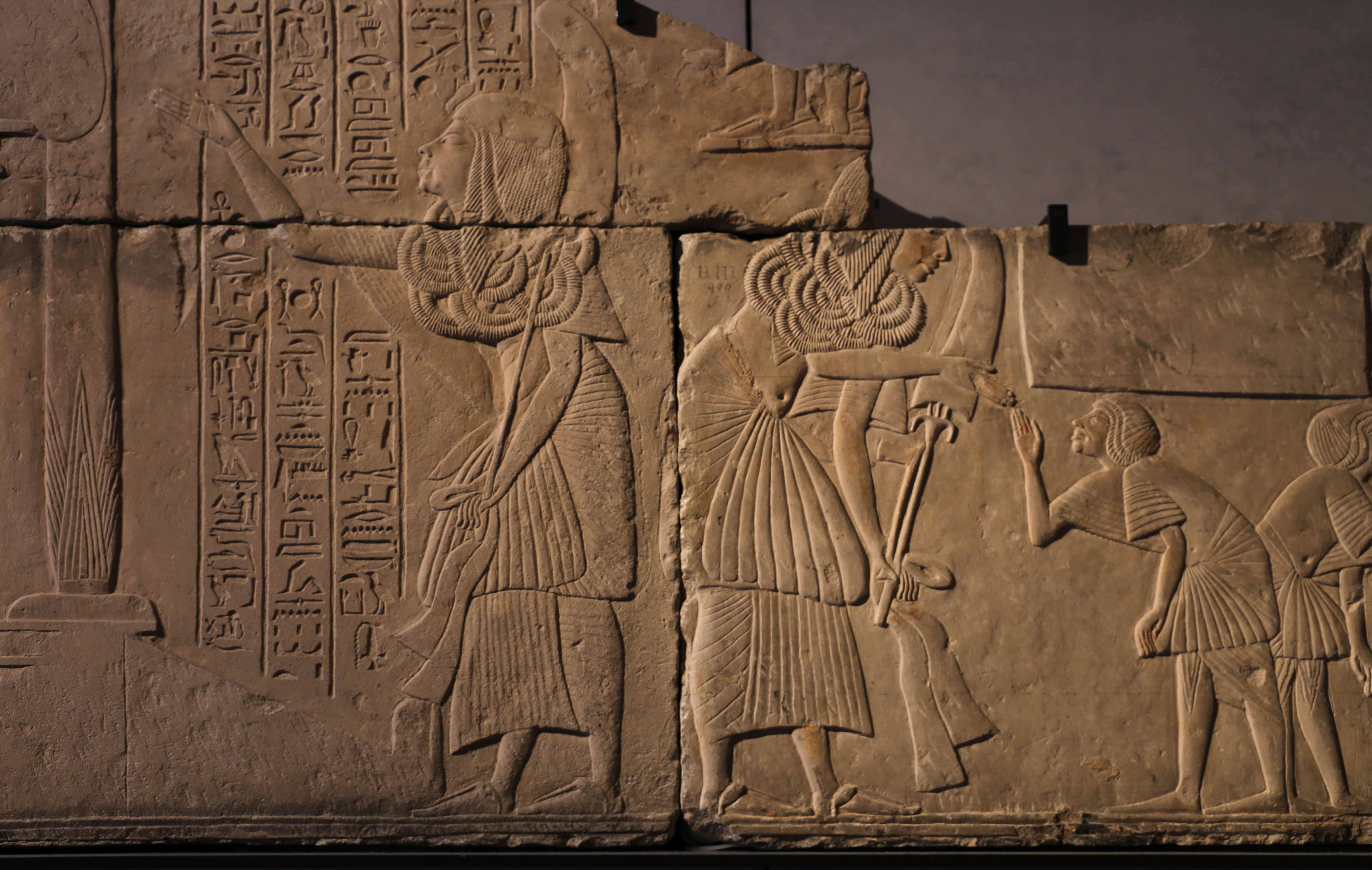
Horemheb, ancora nelle vesti di funzionario, ricoperto delle collane d'oro ricevute in dono dal re Tutankhamon come ricompensa per i suoi servigi. Rilievo delle pareti della sua prima tomba, a Saqqara (nel Rijksmuseum van Oudheden, Leida, Olanda).

La questione della durata del suo regno è assai dibattuta, e divide gli egittologi in due correnti: chi gli attribuisce poco meno di quindici anni di regno e chi anche più di trenta. 

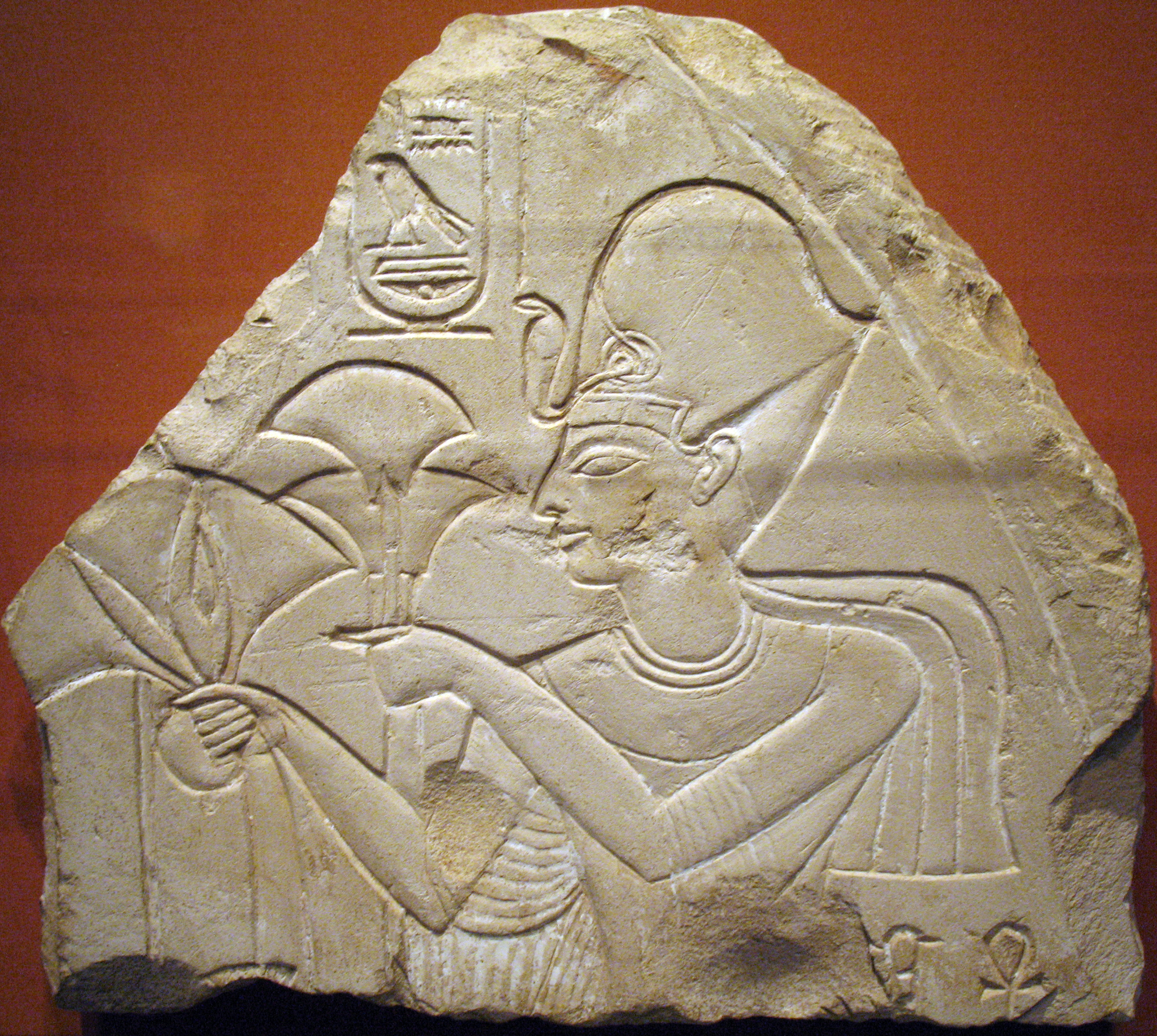
Frammento di un rilievo raffigurante Horemheb, faraone, con dei fiori di loto. Metropolitan Museum of Art, New York

Tradizionalmente si crede sia durato circa trentatré anni, mentre alcune datazioni arrivano ad attribuirgli cinquantanove anni di governo. La datazione più alta scientificamente riscontrabile deriva dalle etichette di ben 168 giare di vino esaminate dall'archeologo Geoffrey T. Martin nella tomba KV57 fra il 2006 e il 2007: otto datano al 14º anno di regno di Horemheb, e nessuna menziona una data più alta. Inoltre, ogni singolo anno dal 1º al 13º dall'ascesa al trono è ben documentato, mentre i riferimenti a un 27°, un 33°, finanche a un 59° sono piuttosto enigmatici. Di fatto, eseguendo una damnatio memoriae assai veemente dei suoi predecessori (Akhenaton, Ankhtkheperura, Smenkhara, Tutankhamon, Ay), Horemheb si attribuì tutti i loro anni di regno, oltre alle iscrizioni e alle statue, così da far apparire che la sua accessione al trono seguisse direttamente il regno di Amenofi III (considerato l'ultimo sovrano non ancora in lotta aperta con il clero di Amon), morto circa trent'anni prima, intorno al 1350 a.C. Propendendo per la durata di tredici o quattordici anni, la datazione cronologica del suo regno dal 1319 a.C. al 1291 a.C. dovrebbe essere modificata ponendo tale regno dal 1319 a.C. al 1307 a.C. circa.

### La restaurazione dopo la "eresia amarniana"

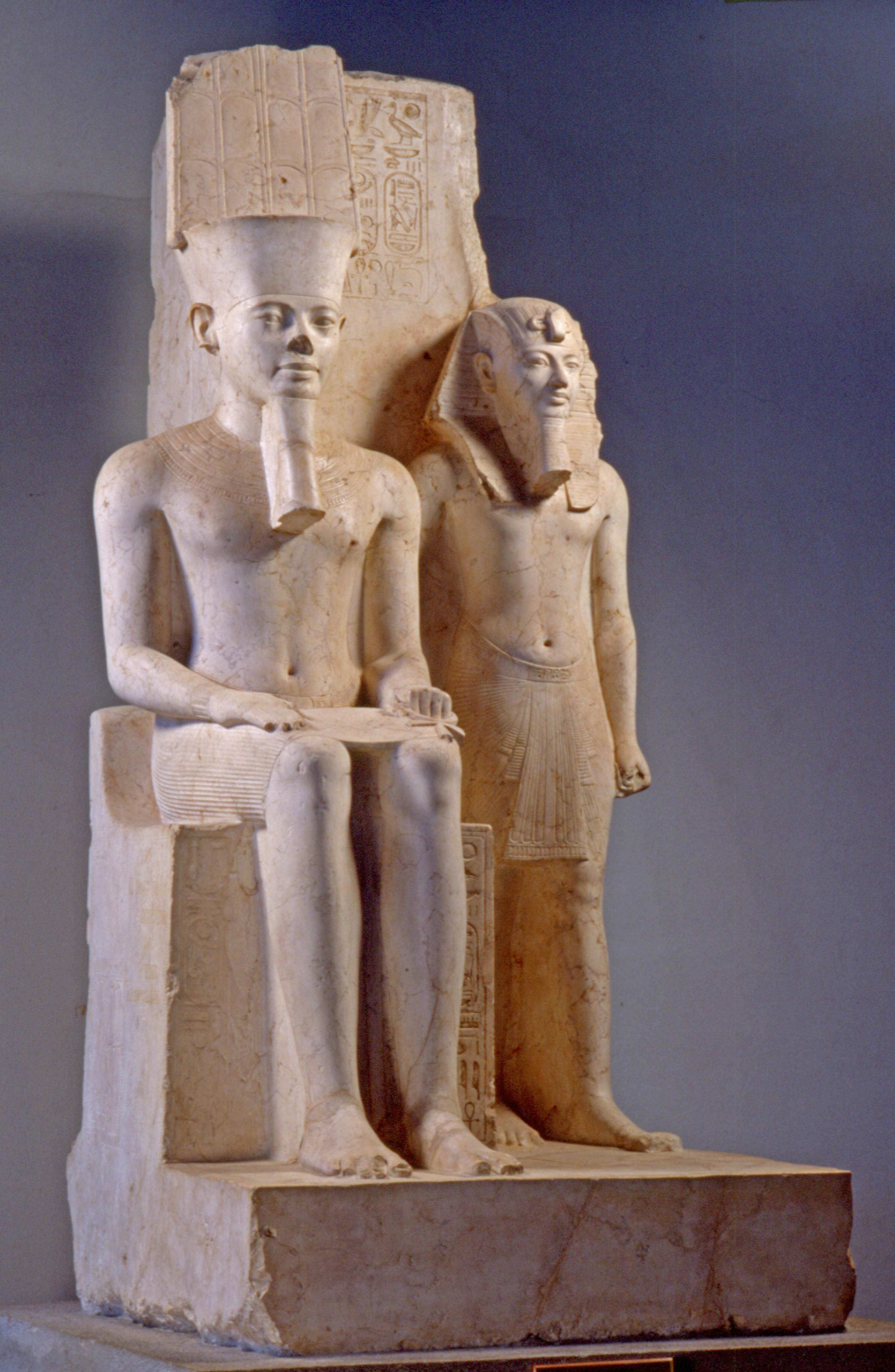
Statua del re Horemheb con il dio Amon. Museo Egizio (Torino), collezione Drovetti.

Con Horemheb si completò la totale restaurazione del potere del clero tebano di Amon dopo il periodo dell'"eresia amarniana". Durante il suo regno furono cancellati a colpi di scalpello i nomi e le effigi dei sovrani precedenti e vennero smantellati gli edifici di culto eretti in onore di Aton, specialmente nella città di Akhetaton, l'effimera capitale di Akhenaton. Principali fonti su queste capillari riforme sono la Stele dell'incoronazione, conservata al Museo egizio di Torino, dove egli è rappresentato insieme alla grande sposa reale Mutnodjemet e, più importante, la grande stele eretta ai piedi del decimo pilone di Karnak, comunemente nota come il Grande editto, dove vengono enumerati i provvedimenti presi per riordinare la politica interna dell'Egitto e porre fine ai numerosi abusi delle autorità statali. Una stele particolarmente importante, la cosiddetta Stele della restaurazione, in cui si dà conto di quanto praticato per la restaurazione, appunto, degli antichi dèi dopo il periodo dell'eresia amarniana, fu, di fatto, usurpata al suo legittimo titolare, il giovane Tutankhamon.

A questo sovrano è attribuibile una rilevante attività edilizia che ebbe il suo centro a Karnak, dove, forse, venne iniziata la costruzione della Grande sala ipostila ma che riguardò anche altre località dove vennero restaurati ed ampliati i templi di varie divinità. Nel complesso templare di Karnak, edificò il IX ed il X pilone utilizzando, quale riempimento, talatat ricavate dallo smantellamento della città di Akhet-aton (l'attuale Tell el-Amarna) voluta da Akhenaton. Poco si conosce della politica estera di questo periodo; nell'area siro-palestinese il limite dell'influenza egiziana dovrebbe essere rimasto alla frontiera del Libano mentre si hanno accenni ad interventi in Nubia per sedare rivolte locali.

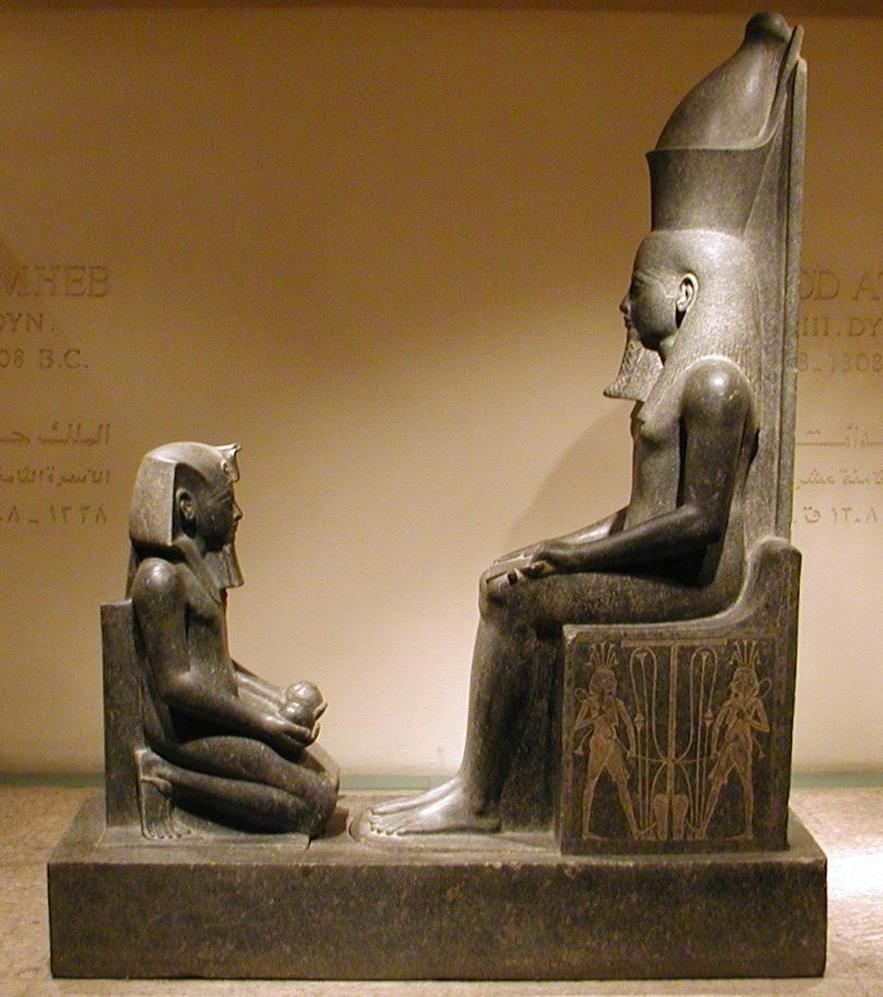
Statua raffigurante Horemheb intento a venerare il dio Atum, in diorite. Luxor Museum of Ancient Egyptian Art. Rinvenuta nel 1989 in un nascondiglio di statue al di sotto del tempio di Luxor

## Successione e morte
Probabilmente Horemheb non ebbe figli, anche se si crede che abbia provato senza successo a lasciare una discendenza: la mummia della seconda moglie, Mutnodjemet, fu rinvenuta con un feto al suo interno, oltre a rivelare i segni di varie gravidanze.
Prima di morire associò al trono il vecchio generale Pramesse, futuro Ramesse I, che già godeva di una discendenza, fra cui il futuro faraone Seti I e probabilmente il figlio di quest'ultimo, che sarà Ramesse "il Grande"; per questo motivo, oltre che ultimo faraone della XVIII dinastia, Horemheb è visto anche come iniziatore e origine delle fortune della XIX dinastia. L'equilibrio interno e il potere raggiunti durante il regno di Horemheb spianarono la strada all'ambizione e alla effettiva grandezza di Seti I e Ramesse II.

### Sepoltura
Si conoscono due tombe di Horemheb: 
- una tomba di nobiluomo a Saqqara, presso Menfi, realizzata prima dell'ascesa al trono, utilizzata solo per la sepoltura della moglie Mutnodjemet[28];
- una tomba reale, imponente ma enigmaticamente incompiuta, nella Valle dei Re (KV57).

In quest'ultimo, per la prima volta appare dipinto il Libro delle Porte, un testo funerario dai toni severi, in cui perfino il sovrano risulta sottomesso a norme etiche a lui superiori; alcuni ritengono si tratti di un'ulteriore reazione da parte di Horemheb alle concezioni di Akhenaton. Tale tomba fu infine spogliata del suo contenuto intorno al quarto anno del governo di Herihor (1066 a.C.). Non si ha notizia della sua mummia.

## Liste reali
| N5 · D45 | L1 · Z2 | U21 · n | N5 |

| N5 · D45 | L1 · Z2 | U21 · n | N5 |

| N5 · D45 | L1 · Z2 | U21 · n | N5 |

| N5 · D45 | L1 · Z2 | U21 · n | N5 |

| N5 · D45 | L1 · Z2 | U21 · n | N5 |

| N5 · D45 | L1 · Z2 | U21 · n | N5 |

| N5 · D45 | L1 · Z2 | U21 · n | N5 |

| N5 · D45 | L1 · Z2 | U21 · n | N5 |

| N5 · D45 | L1 · Z2 | N5 | U21 · N35 |

| N5 · D45 | L1 · Z2 | N5 | U21 · N35 |

| N5 · D45 | L1 · Z2 | N5 | U21 · N35 |

| N5 · D45 | L1 · Z2 | N5 | U21 · N35 |

| N5 · D45 | L1 · Z2 | N5 | U21 · N35 |

| N5 · D45 | L1 · Z2 | N5 | U21 · N35 |

| N5 · D45 | L1 · Z2 | N5 | U21 · N35 |

| N5 · D45 | L1 · Z2 | N5 | U21 · N35 |

## Titolatura
| G5 |

| G5 |

| E1 · D40 | O24 | s | Aa1 · r | Y1 · Z2 |

| E1 · D40 | O24 | s | Aa1 · r | Y1 · Z2 |

| E1 · D40 | O24 | s | Aa1 · r | Y1 · Z2 |

| E1 · D40 | O24 | s | Aa1 · r | Y1 · Z2 |

| E1 · D40 | O24 | s | Aa1 · r | Y1 · Z2 |

| E1 · D40 | O24 | s | Aa1 · r | Y1 · Z2 |

| E1 · D40 | O24 | s | Aa1 · r | Y1 · Z2 |

| E1 · D40 | O24 | s | Aa1 · r | Y1 · Z2 |

| G16 |

| G16 |

| G36 · r | U16 · t · Z2 | m | i | p · t | Q1 | Q1 | Q1 |

| G36 · r | U16 · t · Z2 | m | i | p · t | Q1 | Q1 | Q1 |

| G8 |

| G8 |

| O4 · r | Y1 · D2 · Z1 | C10 | s | L1 | N17 · N17 |

| O4 · r | Y1 · D2 · Z1 | C10 | s | L1 | N17 · N17 |

| M23 · X1 | L2 · X1 |

| M23 · X1 | L2 · X1 |

| N5 · D45 | L1 · Z2 | N5 | U21 · N35 |

| N5 · D45 | L1 · Z2 | N5 | U21 · N35 |

| N5 · D45 | L1 · Z2 | N5 | U21 · N35 |

| N5 · D45 | L1 · Z2 | N5 | U21 · N35 |

| N5 · D45 | L1 · Z2 | N5 | U21 · N35 |

| N5 · D45 | L1 · Z2 | N5 | U21 · N35 |

| N5 · D45 | L1 · Z2 | N5 | U21 · N35 |

| N5 · D45 | L1 · Z2 | N5 | U21 · N35 |

| G39 | N5 |

| G39 | N5 |

| M17 | Y5 · N35 · U7 | G5 | S3 | Aa13 · W3 |

| M17 | Y5 · N35 · U7 | G5 | S3 | Aa13 · W3 |

| M17 | Y5 · N35 · U7 | G5 | S3 | Aa13 · W3 |

| M17 | Y5 · N35 · U7 | G5 | S3 | Aa13 · W3 |

| M17 | Y5 · N35 · U7 | G5 | S3 | Aa13 · W3 |

| M17 | Y5 · N35 · U7 | G5 | S3 | Aa13 · W3 |

| M17 | Y5 · N35 · U7 | G5 | S3 | Aa13 · W3 |

| M17 | Y5 · N35 · U7 | G5 | S3 | Aa13 · W3 |